# Erigone decens
Erigone decens là một loài nhện trong họ Linyphiidae.
Loài này thuộc chi Erigone. Erigone decens được Tord Tamerlan Teodor Thorell miêu tả năm 1871.